# シグマオートモーティブ
株式会社シグマオートモーティブ（英: SIGMA AUTOMOTIVE Co., Ltd.）は、自動車のアフターパーツや船舶等の製造販売を行うメーカー。

## 概要
創立1972年。
世界三大レースであるル・マン24時間レースに初めてオールジャパンで挑んだ企業。
株式会社サード・株式会社ブリッツ・株式会社シグマ商事の母体となる会社である。

## 歴史
1972年（昭和47年）にレーシングチームとして設立された株式会社シグマオートモーティブ。創設者の加藤眞は元々トヨタ（当時はトヨタ自工）の中でもモータースポーツを担当する第7技術部に所属しており、1960年代の日本グランプリに参戦したトヨタ・7などの開発を担当していた。加藤眞はトヨタ自動車販売株式会社 社長を務めた加藤誠之の次男。
シグマオートモーティブは当初からル・マン24時間レースへの出場を目指すと同時に、富士グランチャンピオンレースへの参戦をも狙ったマシンとしてシグマ・MC73/マツダを開発。エンジンは加藤の伝手を頼りトヨタから供給を受ける予定だったが、マシン完成間近になってトヨタからエンジン供給を断られたため、急遽マツダからロータリーエンジンの供給を受けて1973年のル・マン24時間に出場した。同社は翌年のル・マンにもマツダのエンジンで参戦した。
このころ創立した株式会社HKSに出資協力し、その証として社名HKSの“S”はシグマ・オートモーティブであり、 “H”は長谷川（元HKS社長・創業者の長谷川浩之）、“K”は北川（HKS現専務）である。
1975年（昭和50年）はMC75にトヨタエンジンを搭載してル・マンに参戦している。結局、初期のル・マン挑戦は他チームに供給したシャシー代金を踏み倒されるという不運が起因する財政難により3年で終了となった。とはいえ、この挑戦時に得たヨーロッパの自動車関連企業とのパイプ構築という副産物は大きく、後にターボチャージャー製造の名門・KKK社の輸入総代理店となれたのもこれがあったからである。
1981年（昭和56年）自動車のアフターパーツ部門として立ち上げたBLITZブランドが分裂。後の株式会社ブリッツとなる。
1985年（昭和60年）にサードを設立。シグマオートモーティブのアフターパーツブランドであったBLITZブランドを失った代わりとしてSARDブランドを立ち上げる。レースもこのころからSARD名義での活動に切り替わる。
現在ではスポーツボートメーカーとしてcleaverの製造販売やトヨタマリンの代理店、人材支援サービス等の事業へと展開している。